# 박신영 (배우)
박신영(朴信映, 1968년 12월 1일 ~ )은 대한민국의 영화 배우이다.

## 출연작

### 영화
- 1990년 《미친 사랑의 노래》... 거리 여자 역
- 1990년 《꿈꾸는 식물》
- 1990년 《잿빛 사랑 노트》... 민정 역
- 1991년 《장미 여관》... 전자 상가 사람 역
- 1997년 《마리아와 여인숙》... 기옥 모 역
- 1997년 《억수탕》... 나가요 1 역
- 1998년 《약속》... 엄기탁 처 역
- 1998년 《크리스마스에 눈이 내리면》... 원장 역
- 1999년 《링》... 며느리 역
- 1999년 《주유소 습격 사건》... 사장 부인 역
- 2000년 《가인》... 마담 역
- 2001년 《으랏차차!!!》... 친구 2 역
- 2004년 《범죄의 재구성》... 마담 역
- 2005년 《연애술사》... 무술무대 무희들 역
- 2005년 《외출》... 수진 간병인 역
- 2007년 《쏜다》... 앵커 역
- 2007년 《상사부일체》... 본사 노조원 역
- 2007년 《행복》... 식당 아줌마 역
- 2007년 《친애하는 로제타》... 장희, 로제타 역
- 2008년 《고고70》... 양공주 역
- 2012년 《공정사회》... 뉴스 앵커 역
- 2013년 《마이보이》... 공방손님들 역
- 2017년 《군함도》... 조선 소녀 역

## 주요 경력
- 한국 영화배우협회 회원